# Apotreubia nana
Apotreubia nana är en bladmossart som först beskrevs av S.Hatt. et Inoue, och fick sitt nu gällande namn av S.Hatt. et Mizut.. Apotreubia nana ingår i släktet Apotreubia och familjen Treubiaceae. Inga underarter finns listade i Catalogue of Life.